# Mănăstirea Cârnu
Mănăstirea Cârnu este o mănăstire ortodoxă din România situată în satul Tega, județul Buzău.
Mănăstirea de maici a fost ridicată la 1546 de către Domnitorul Mircea Ciobanul și de soția sa Doamna Chiajna.
Denumirea de Cârnu provine de la o legendă conform căreia, în timpul unei invazii a turcilor în zonă, Doamna Chiajna s-a adăpostit între pereții turlei, în spațiul îngust, pentru a ascunde documente importante de interes pentru țară. Din cauza spațiului îngust aceasta a stat cu nasul lipit de perete, ceea ce a dus la formarea nasului cârn al Doamnei Chiajna, lucru semnificativ ce a dat numele însăși mănăstirii. Această explicație este puțin plauzibilă, deoarece dacă ar fi fost așa, mănăstirea s-ar fi numit „Cârna”, nu „Cârnu”.
Mănăstirea a fost desființată în timpul lui Alexandru Ioan Cuza, când au fost secularizate averile mănăstirești, în picioare rămânând doar biserica, care de-a lungul vremurilor a căzut pradă uitării. Aceasta a fost însă clasată ca monument istoric în 2010 (cod LMI BZ-II-m-A-02485).
După 1990, mănăstirea a fost reînființată și refăcută, la inițiativa și prin strădania PS Epifanie Norocel, Episcopul Buzăului și Vrancei.Maicile revenite la mânăstire au părăsit-o în 1992, lăcașul rămânând în grija ieromonahului David Macarie, care a adăugat în afara incintei o clădire cu 3 camere de locuit, baie și bucătărie.

## Aprecieri tehnice
Biserica a fost construită în plan treflat, cu altar, naos, pronaos și un pridvor deschis, susținut de 6 stâlpi de lemn. In naos sunt 2 abside laterale, cu ferestre,  în arc aplatizat și este despărțit de altar printr-o catapeteasmă din lemn sculptat. Turla pantocratorului este luminată prin 4 ferestre. Pardoseala este formată din dale mari de piatră pe toată suprafața bisericii. Pictura din secolul al XIX-lea este una modestă și s-a degradat în timp din cauza umezelii și a neglijenței oamenilor, în special în perioada în care a fost părăsită.